# Othon & Tomasini
Othon Mataragas (Atene, 30 agosto 1979) ed 
Ernesto Tomasini (Palermo, 15 maggio 1968) fanno parte di un duo musicale conosciuto come Othon & Tomasini.

## Biografie
Di stanza a Londra, il compositore/pianista greco Othon Mataragas e l'attore/cantante italiano Ernesto Tomasini si sono esibiti in prestigiose sale da concerto, teatri, musei e chiese in Gran Bretagna, Italia, Spagna, Austria, Grecia, Danimarca e Francia (Oratorio San Filippo Neri a Torino, Art House Ekvasisâ ad Atene e Festsalen a Copenaghen, per esempio). I loro ultimi concerti a Londra sono stati messi in scena alla Queen Elizabeth Hall, alla Roundhouse (come ospiti speciali di Marc Almond), nel West End (al Leicester Square Theatre) e alla National Portrait Gallery.
Al duo è stato dedicato un intero programma della serie Helter Skelter alla Radio Aligre di Parigi ed uno special a Carne Cruda, uno show della Radio 3 (radio nazionale spagnola, 2010) che ha anche trasmesso il loro concerto alla biennale di Zamora 2009.
Oltre ai loro concerti ufficiali, i due artisti appaiono spesso nelle serate più decadenti d'Europa. Le loro frequenti esibizioni al celebre Club Kaos di Londra, per esempio, hanno dato vita ad un vero e proprio seguito cult negli anni duemila. Il duo è fra i favoriti dello stilista Nasir Mazhar e per lui si sono esibiti alla London Fashion Week.
La Magia e l'amor disperato sono i temi ricorrenti nella musica del compositore ed una passione isterica, tutta mediterranea, aleggia sulle basse ed acute note del cantante. Musica vigorosa, performance art inquietante e una teatralità esasperata sono le caratteristiche di Othon & Tomasini.

## Discografia
- When I Leave You (autoprodotto EP, 2007)
- Otto; or, Up With Dead People (Crippled Dick Hot Wax Records, 2008)
- Digital Angel (Durtro Jnana, 2008)